# California Über Alles
Singles de Dead Kennedys
Holiday in Cambodia
(Mai 1980)
California Über Alles est le premier single du groupe de punk rock américain Dead Kennedys. La chanson est une satire politique sur le gouverneur de Californie de l'époque Jerry Brown,.
Le single est sorti en juin 1979 , avec « The Man with the Dogs » en face B. La chanson a été réenregistrée en 1980 pour le premier album du groupe, Fresh Fruit for Rotting Vegetables , et l'enregistrement original ainsi que la face B ont ensuite été inclus dans la compilation de 1987 Give Me Convenience ou Give Me Death.

## Signification des textes et ambiance musicale
Les paroles ont été écrites par Jello Biafra et John Greenway pour leur groupe The Healers. Biafra a composé la musique dans l'une de ses rares tentatives de composition à la basse,. 
Le titre est une allusion à la première strophe de l'hymne national de l'Allemagne, qui commence par les mots «Deutschland, Deutschland über alles» («l'Allemagne, l'Allemagne avant tout»). Après la fin du Troisième Reich en 1945, ce passage a été supprimé et n'est plus chanté, car il est parfois associé au nazisme et le passage en question revendiquait une vaste superficie de terres qui n'est plus contenue dans les frontières actuelles de l'Allemagne.
Les paroles sont une attaque mordante et satirique contre Jerry Brown, le gouverneur de Californie de 1975 à 1983 (et plus tard de 2011 à 2019), et sont chantées de son point de vue, comme une version imaginaire de Brown qui esquisserait une vision hippie - fasciste de l'Amérique. La ligne «Œuf de serpent déjà éclos» est une référence à un commentaire sur la nature corrosive du pouvoir de la pièce de théâtre Jules César de William Shakespeare, ainsi qu'une référence au film d' Ingmar Bergman L'Oeuf Du Serpent se déroulant dans les années 1920 à Berlin et tirant son titre de la pièce de Shakespeare. Les lignes «Big Bro on white horse is near» et «now it is 1984» se réfèrent respectivement à une déclaration que Brown a faite pendant son premier gouvernement selon laquelle les Américains cherchaient «un chef sur un cheval blanc», et au régime totalitaire du roman de George Orwell 1984. Le texte décrit un avenir (du point de vue de 1979) où Jerry Brown est devenu président, et sa «police secrète en daim et denim» tue des gens «pas cool» dans des chambres à «gaz toxiques biologiques».
La chanson est également un exemple précoce du style de Dead Kennedys, avec du surf rock lourd et des connotations militaristes. Cela commence par de sinistres tambours de style militaire, accompagnés d'un riff de basse inquiétant. Biafra peint la scène dans des tons lents et ricanants avant d'éclater dans le chœur chanté de manière maniaque; après deux couplets et refrains, la chanson se transforme en pont plus lent sur un battement de tambour martial. C'est le moment où Jello Biafra imagine les actions cauchemardesques de la police secrète au style SS de Brown ("Venez tranquillement au camp ; vous auriez l'air bien en lampe à cordon ") une référence à l'allégation selon laquelle les abat - jour ont été fabriqués à partir de peau humaine pendant la shoah). Le rythme s'accélère à l'approche de la dernière itération du refrain, se terminant par une séquence d'accords répétée, accompagnée d'une dernière rafale de tambours explosifs.
L'auteur germano-américain Gero Hoschek a été inspiré par la chanson pour titrer un article de magazine de 1988 sur le "Golden State" dans l' hebdomadaire allemand Zeit Magazin intitulé "Kalifornia Über Alles!" ainsi qu'un scénario jamais produit. Biafra s'est plaint, a obtenu puis apprécié une copie du scénario du film, et ayant compris qu'il n'y avait pas de violation du droit d'auteur, il a finalement donné à Hoscheck la permission d'utiliser le titre ressemblant.

## Versions alternatives
La version originale improvisée (contenant des paroles familières mais une musique différente interprétée par les Dancing Assholes et le premier groupe de Biafra, The Healers) est incluse comme dernière piste de la version vinyle de la compilation "Rocky Mountain Low".
La version enregistrée pour "Fresh Fruit for Rotting Vegetables" a été jouée un peu plus vite, avec une voix beaucoup plus stridente de Biafra et un son plus complet et plus conflictuel que le single mix.
Sur leur EP In God We Trust, Inc., ils ont enregistré une version mise à jour de la chanson intitulée We Got a Bigger Problem Now, sur Ronald Reagan, président à l'époque, comprenant une introduction au lounge-jazz, différentes paroles et plusieurs couplets sur un rythme beaucoup plus lent. Une version live de la chanson a été enregistrée avec les instrumentaux de la version originale. Un enregistrement live de 1986 centré sur Ronald Reagan fait partie de l'album Mutiny On The Bay.
Jello Biafra a fait des références satiriques à la chanson dans son plaidoyer politique. Un de ses discours apparaît sur l'album de spoken word Mob Action Against the State titré We’ve Got a Bigger Problem Now: War, Terrorism & Beyond. Après l'élection d'Arnold Schwarzenegger comme gouverneur de Californie, Biafra a commenté : « California Über Alles en effet ».
Une autre version de cette chanson sur le gouverneur Schwarzenegger, intitulée Kali-Fornia Über Alles 21st Century, a été jouée en public (parmi quelques autres classiques des Dead Kennedys), lorsque Biafra a tourné avec le groupe Melvins pour soutenir leur album de collaboration en 2004. Un live de l'enregistrement de cette nouvelle version apparaît sur leur deuxième collaboration, Sieg Howdy!.
Les fans du Dulwich Hamlet FC dans le sud de Londres chantent régulièrement leur propre version de la chanson en hommage à leur manager qui a servi le plus longtemps, Gavin Rose. Nombre de paroles ont été changées dans cette version, comme Dulwich Hamlet qui remplace California.

## Reprises
- La chanson a été échantillonnée dans "Dead Ken Beats" de The Prodigy , et est présente dans le film de 2010 The Social Network .
- La chanson a été mise à jour par The Disposable Heroes of Hiphoprisy quand ils l'ont repris en 1992 sur l'album Hypocrisy Is the Greatest Luxury . Ils ont remplacé les références à Jerry Brown par des références à Pete Wilson .
- La chanson a également été largement connue en Pologne (sous le nom de "Kalifornia Ponad Wszystko") grâce à la reprise du rockeur polonais Kazik Staszewski avec son groupe Kazik Na Żywo (album "Na Żywo Ale W Studio", 1994).
- Le groupe Hasidic New Wave interprète un remake de la chanson sur leur album de 1999, Kabalogy . Dans leur version, intitulée "Giuliani Über Alles", Jerry Brown est remplacé par l'ancien maire de New York Rudy Giuliani.
- Le groupe anarcho-pop britannique Chumbawamba a repris la chanson dans leur album de 1988 A Night of Punk Nostalgia .
- Les Delgados reprennent la chanson dans leur ensemble de CD Peel Sessions .
- Six Feet Under fait une reprise de la chanson de leur album Graveyard Classics .
- Deceased a repris la chanson sur leur album de reprises punk Rotten to the Core .
- Le groupe punk hardcore Ceremony a repris la chanson.
- John Linnell et son groupe The Statesmen l'ont repris en live au moins une fois lors de sa tournée "State Songs", choisissant de le jouer car il mentionnait l'état de Californie.
- Dramarama a enregistré une version, mise à jour en 2003 sur le gouverneur de Californie Arnold Schwarzenegger contenant la ligne "Vous soulevez des poids à l'école".
- Jayne County a repris la chanson avec She Wolves sur le gouverneur de Californie Arnold Schwarzenegger. Le single en vinyle vert est sorti sous le nom d'artiste Jayne County Meets The She Wolves par le label allemand Trash 2001.
- Le groupe de death metal américano-mexicain Brujeria reprend Dead Kennedys avec la chanson "California Uber Aztlan" en 2010.
- Le groupe punk grec Panx Romana interprète un remake de la chanson intitulée "Πάρτυ κωφαλάλων" (Parti pour sourds-muets) dans leur album de 1996 "Διαγωγή Κοσμία".
- La chanson d ' AJJ " Joe Arpaio is a Punk" partage la même ouverture et se termine par un refrain "Arizona über alles".
- Top Ranking , une "mixtape" de DJ Diplo x Santogold (Santigold) comprend la chanson "Big Belly Guns" qui utilise l'intro de "California über alles". Ce disque est sorti en 2008.
- Le groupe punk allemand Die Toten Hosen a repris la chanson, qui est incluse dans leur album de reprises 'Learning English: Lesson 2'. La version contient les paroles mises à jour et le chanteur de Dead Kennedys , Jello Biafra, partage la voix avec Campino.
- Le groupe de rock hongrois Tankcsapda a fait une chanson intitulée "California über alles" en 2006.
- Combichrist a repris la chanson sur leur album One Fire , avec des paroles mises à jour avec l'année 1984 changée en 2024.
- Le groupe de Thrash metal Vio-lence a publié une version de reprise de cette chanson en 2020.